# Club Baloncesto Málaga 2006-2007
Questa voce raccoglie le informazioni riguardanti il Club Baloncesto Málaga nelle competizioni ufficiali della stagione 2006-2007.

## Stagione
La stagione 2006-2007 del Club Baloncesto Málaga è la 15ª nel massimo campionato spagnolo di pallacanestro, la Liga ACB.

## Roster
Aggiornato al 14 luglio 2018.
| Unicaja Málaga 2006-07 | Unicaja Málaga 2006-07 |
| Giocatori              | Staff tecnico          |
| ---------------------- | ---------------------- |

| N. | Naz.                                       | Ruolo | Nome                 | Anno | Alt.   | Peso   |  |
| -- | ------------------------------------------ | ----- | -------------------- | ---- | ------ | ------ |  |
| 4  | Argentina (bandiera) · Spagna (bandiera)   | P     | Juan Ignacio Sánchez | 1977 | 193 cm | 88 kg  |  |
| 5  | Spagna (bandiera)                          | AP    | Berni Rodríguez (C)  | 1980 | 197 cm | 92 kg  |  |
| 7  | Grecia (bandiera)                          | AP    | Kōstas Vasileiadīs   | 1984 | 201 cm | 100 kg |  |
| 8  | Polonia (bandiera)                         | PG    | Michał Chyliński     | 1986 | 198 cm | 91 kg  |  |
| 9  | Rep. Ceca (bandiera)                       | AP    | Jiří Welsch          | 1980 | 201 cm | 95 kg  |  |
| 10 | Spagna (bandiera)                          | P     | Carlos Cabezas       | 1982 | 186 cm | 90 kg  |  |
| 11 | Francia (bandiera)                         | AG    | Florent Piétrus      | 1981 | 202 cm | 107 kg |  |
| 12 | Senegal (bandiera) · Germania (bandiera)   | C     | Boniface Ndong       | 1977 | 213 cm | 111 kg |  |
| 13 | Brasile (bandiera) · Spagna (bandiera)     | C     | Vitor Faverani       | 1988 | 213 cm | 110 kg |  |
| 15 | Spagna (bandiera)                          | C     | Iñaki de Miguel      | 1973 | 205 cm | 100 kg |  |
| 17 | Slovenia (bandiera)                        | AC    | Marko Tušek          | 1975 | 204 cm | 115 kg |  |
| 18 | Ungheria (bandiera)                        | C     | Róbert Gulyás        | 1974 | 213 cm | 137 kg |  |
| 19 | Ucraina (bandiera) · Islanda (bandiera)    | AG    | Pavel Ermolinskij    | 1987 | 202 cm |        |  |
| 20 | Spagna (bandiera)                          | A     | Carlos Jiménez       | 1976 | 202 cm | 100 kg |  |
| 21 | Slovenia (bandiera)                        | AC    | Erazem Lorbek        | 1976 | 202 cm | 100 kg |  |
| 22 | Spagna (bandiera)                          | G     | Alfonso Sánchez      | 1987 | 195 cm | 90 kg  |  |
| 24 | Stati Uniti (bandiera) · Belgio (bandiera) | GA    | Marcus Faison        | 1978 | 196 cm | 90 kg  |  |
| 25 | Porto Rico (bandiera)                      | C     | Daniel Santiago      | 1976 | 216 cm | 120 kg |  |
| 41 | Stati Uniti (bandiera)                     | G     | Marcus Brown         | 1974 | 191 cm | 90 kg  |  |
| -  | Spagna (bandiera)                          | AC    | Alex Navaja          | 1986 | 201 cm |        |  |
| -  | Brasile (bandiera)                         | C     | Paulão Prestes       | 1988 | 210 cm |        |  |

| Allenatore                                                                  |
| - Sergio Scariolo                                                           |
| Assistente/i                                                                |
| - / Andrija Gavrilović Legenda - (C) Capitano - (IN) Inattivo - Infortunato |

## Mercato

### Sessione estiva
| Acquisti | Acquisti         | Acquisti           | Acquisti   | Acquisti |
| R.a      | Nome             | da                 | Modalità   |          |
| -------- | ---------------- | ------------------ | ---------- | -------- |
| PG       | Michał Chyliński | Astoria Bydgoszcz  | definitivo |          |
| A        | Carlos Jiménez   | Estudiantes        | definitivo |          |
| C        | Paulão Prestes   | COC Ribeirão Preto | definitivo |          |
| C        | Iñaki de Miguel  | Alicante           | definitivo |          |
| AP       | Jiří Welsch      | Milwaukee Bucks    | definitivo |          |
| C        | Róbert Gulyás    | Alpella            | definitivo |          |
| AC       | Erazem Lorbek    | Fortitudo Bologna  | definitivo |          |

| Cessioni | Cessioni          | Cessioni          | Cessioni       | Cessioni |
| R.       | Nome              | a                 | Modalità       |          |
| -------- | ----------------- | ----------------- | -------------- | -------- |
| AP       | Stéphane Risacher | Murcia            | fine contratto |          |
| AG       | Jorge Garbajosa   | Toronto Raptors   | fine contratto |          |
| A        | Wálter Herrmann   | Charlotte Bobcats | fine contratto |          |
| P        | Jesús Lázaro      | Axarquía          | fine contratto |          |
| AC       | Sandro Nicević    | Le Mans           | fine contratto |          |

### Dopo l'inizio della stagione
| Acquisti | Acquisti       | Acquisti             | Acquisti         | Acquisti      |
| R.       | Nome           | da                   | Data             | Modalità      |
| -------- | -------------- | -------------------- | ---------------- | ------------- |
| GA       | Marcus Faison  | Cologne 99ers        | 22 dicembre 2006 | definitivo    |
| AC       | Marko Tušek    | Olimpia Milano       | 10 gennaio 2007  | definitivo    |
| AC       | Erazem Lorbek  | Pall. Treviso        | febbraio 2007    | fine prestito |
| C        | Boniface Ndong | Sptk. S. Pietroburgo | maggio 2007      | definitivo    |

| Cessioni | Cessioni      | Cessioni        | Cessioni        | Cessioni    |
| R.       | Nome          | a               | Data            | Modalità    |
| -------- | ------------- | --------------- | --------------- | ----------- |
| C        | Róbert Gulyás | Azov. Mariupol' | 3 novembre 2006 | ritirato    |
| AC       | Erazem Lorbek | Pall. Treviso   | gennaio 2007    | prestito    |
| AC       | Erazem Lorbek | Virtus Roma     | marzo 2007      | rescissione |